# Судзуки, Ацуто
Ацуто Судзуки (яп. 鈴木 厚人, род. 3 октября 1946, Япония) — японский учёный-физик. Проводил исследования на нейтринном детекторе Super-Kamiokande, организовал создание нейтринного детектора KamLAND. С 2006 года директор KEK.
В 2011 году избран иностранным членом Российской академии наук. Член Японской академии наук (2022).

## Награды
- 2003 — Мемориальная премия Нисины[яп.]
- 2006 — Премия имени Бруно Понтекорво
- 2006 — Премия Японской академии наук
- 2016 — Премия по фундаментальной физике.